# Лоренцо Пополано
Лоре́нцо Ме́дичи (итал. Lorenzo de' Medici), он же Лоре́нцо, сын Пьерфранче́ско Ме́дичи (итал. Lorenzo di Pierfrancesco de' Medici), больше известный под именем Лоре́нцо Попола́но (итал. Lorenzo il Popolano; 4 августа 1463, Флоренция, Флорентийская республика — 20 мая 1503, там же) — банкир и политик из рода Медичи. Кузен Лоренцо Великолепного. Меценат. Покровительствовал Боттичелли и Микеланджело.

## Биография

### Семья и ранние годы
Родился во Флоренции 4 августа 1463 года в семье банкира и политика Пьерфранческо Старшего Медичи и Лаудомии Аччайоли. Крещён был 10 августа того же года. Предки Лоренцо были флорентийскими патрициями и аристократами. По отцовской линии он приходился внуком банкиру и политику Лоренцо Старшему Медичи и Джиневре Кавальканти. По материнской линии был внуком дипломата Анджело Аччайоли, барона Кассано и Сарачины Джакомини-Тебальдуччи.
После смерти отца 19 июля 1476 года, в возрасте тринадцати лет, вместе с младшим братом, поступил под опеку бабки по отцовской линии и старших кузенов Лоренцо и Джулиано Медичи, сыновей Пьеро Подагрика. Осиротевшие братья росли вместе с детьми Лоренцо Великолепного, в то время стоявшего во главе Флорентийской республики. Кузен обеспечил им достойное образование. Учителями братьев были поэт Нальдо Нальди, гуманист Джорджо Антонио Веспуччи, философ Марсилио Фичино и писатель Аньоло Полициано. В нескольких письмах того времени Марсилио Фичино упоминает своего ученика под именем Лоренцо Младшего, а Аньоло Полициано посвятил ему ряд своих сочинений. Во время обучения Лоренцо Младший увлёкся поэзией и написал несколько стихотворений на вульгарной латыни.

### Брак и потомство
7 октября 1480 года был заключён брачный контракт между Лоренцо Медичи и Семирамиде Аппиано (1464 — 9.03.1523), дочерью Якопо III Аппиано, синьора Пьомбино и Баттистины Кампофрегозо. В браке между двумя семьями был заинтересован Лоренцо Великолепный, который ранее планировал женить на девушке своего брата Джулиано Медичи. Приданое невесты составило 10 000 флоринов. Через этот брак Медичи также получили возможность контролировать добычу железа на острове Эльба. Некоторое время после официальной церемонии бракосочетания, которая прошла 19 июля 1482 года (по другим данным 10 мая 1485 года), супруга Лоренцо жила у своих родителей в Пьомбино. Затем она присоединилась к нему во Флоренции. В браке родились пятеро детей:
- Винченцо (1485 — ?), умер в младенческом возрасте;
- Пьерфранческо Младший (1487—1525), в 1511 году сочетался браком с Марией, дочерью Томмазо Содерини;
- Аверардо (1488—1495), умер в детском возрасте;
- Лаудомия, в 1502 году сочеталась браком с Франческо, сыном Джулиано Сальвиати;
- Джиневра, в 1508 году сочеталась браком с Джироламо, сыном Луки Альбицци.

### Конфликты с родственниками
В мае — сентябре 1478 года Лоренцо Великолепный, не поставив в известность подопечных, изъял из наследства, оставленного им отцом, сумму в 53 643 флорина, чтобы спасти отделение банка Медичи в Риме от банкротства, которое спровоцировал заговор Пацци. Поступок кузена Лоренцо Младший воспринял негативно, однако, находясь под его опекой, не выразил открыто претензий. В следующем году он даже укрыл у себя на вилле Треббьо семью Лоренцо Великолепного, бежавшую от эпидемии чумы во Флоренции.
1 октября 1484 года Лоренцо Младший был исключён из состава Совета ста, потому что из-за действий опекуна с его финансами был признан не способным заплатить налог, обеспечивавший право избирать и быть избранным в коллегию двенадцати консулов. Достигнув совершеннолетия, он и его брат потребовали от Лоренцо Великолепного своё наследство. Последний был вынужден подчиниться арбитражу и 22 ноября 1485 года в качестве компенсации передать кузенам виллу Кафаджоло и владения семьи в Муджелло на сумму в 30 000 дукатов. Обе стороны остались не довольны решением. Лоренцо Младший был возмущён тем, что с него удержали треть убытков отделения банка Медичи в Лондоне и некоторые другие расходы, заявив, что его покойный отец не пошёл бы на эти сделки.
После смерти Лоренцо Великолепного в 1492 году, Лоренцо Младший выступил против его сына. В апреле 1494 года на вилле Кафаджоло он и его брат Джованни встретились с посланником короля Карла VIII, противника Пьеро Глупого. По приказу последнего братья были арестованы и брошены в тюрьму во дворце Синьории. Во время допроса они подтвердили, что являются вассалами французского короля. Лоренцо и Джованни были приговорены к пожизненному заключению и конфискации имущества. Однако, не желая обострять отношений с Парижем, Флоренция заменила приговор на ссылку в поместье братьев в Муджелло. В мае 1494 года их вывезли из города на виллу Кастелло. Когда в октябре 1494 года король Карл VIII вошёл в Миланское герцогство, Лоренцо и Джованни присоединились к нему и с ним в ноябре того же года вернулись во Флоренцию. Пьеро Медичи бежал. Лоренцо Младший был избран в Совет двадцати. Чтобы подчеркнуть свою приверженность республиканскому правлению и дистанцироваться от старшей ветви дома Медичи, он и его брат Джованни приняли когномен Пополано, что в переводе с итальянского языка означает «народный».

### Банкир и политик
В 1480 году Лоренцо вступил в гильдию менял. В 1485 году — в гильдию торговцев сырьём. В 1497 году — в гильдию торговцев продукцией. В 1488 году, вместе братом Джованни, открыл банковский дом. На службе у братьев состоял Америго Веспуччи. В 1491 году Лоренцо поставил его во главе филиала банка Медичи в Севилье. Отсюда Веспуччи принял решение отправиться в Новый свет. Сохранились три письма путешественника к работодателю, которые были написаны им во время его экспедиций. Изданный в 1504 году трактат «Новый мир» (лат. Mundus novus) Веспуччи посвятил Лоренцо Медичи.
В правление Лоренцо Великолепного Лоренцо Младший не принимал активного участия во внутренней политике Флорентийской республики. Вместо государственных должностей кузен поручал ему дипломатические задания. В 1483 году он отправил Лоренцо Младшего во главе флорентийской делегации в Париж на коронацию Карла VIII. В 1478 году, вместе с ним, принимал во Флоренции посланника французского короля Филиппа де Коммина. В 1488 году Лоренцо Младший приветствовал на своей вилле Кастелло Франческетто Чибо, бастарда римского папы Иннокентия VIII. В 1494 году основал мануфактуру по производству керамики, которая затем переехала в Кафаджоло.
После изгнания из Флоренции Пьеро Глупого Лоренцо Младший и Бернардо Ручеллаи встали во главе одной из двух городских фракций. Другую фракцию возглавляли Пьеро Каппони и Франческо Валори. В марте 1495 года во главе флорентийской делегации в Неаполе он поздравил короля Карла VIII с приобретением Неаполитанского королевства, и обратился с просьбой вернуть Флоренции Пизу и ряд деревень Луниджаны, которые были заняты французским королём во время конфликта с Пьеро Глупым. В декабре того же года в Пистойе Лоренцо Младший принимал посланников французского короля. В 1498 году в Лионе от имени Флоренции поздравил с восшествием на престол короля Людовика XII. Во время приёма Лоренцо Пополано сообщил французскому королю о возвращении Флоренцией контроля над Биббьеной. В 1499 году с миротворческой миссией он снова посетил Пистойю, в которой шла ожесточенная борьба между фракциями.

### Меценат
Во Флоренции Лоренцо жил в «Старом доме» Медичи на Широкой улице, рядом с новым дворцом Медичи, который занимала старшая ветвь рода. В своём доме он хранил редкие книги и полотна современников. Лоренцо покровительствовал литераторам и художникам, позиционируя себя сторонником культурно-политического курса Лоренцо Великолепного. В 1496 году по его заказу молодой Микеланджело создал скульптуру юного Иоанна Крестителя. Лоренцо помог Микеланджело рекомендательными письмами, когда тот отправился в Рим. Особенным покровительством мецената пользовался Сандро Боттичелли, у которого Лоренцо приобрёл картины «Весна» (1477—1478) и «Паллада и Кентавр» (1482—1483). В 1495 году он поручил живописцу расписать фресками виллу Треббьо, в 1497 году — виллу Кастелло. В 1480 году заказал ему иллюстрации к книге комментариев Кристофоро Ландино к «Божественной комедии» Данте. Среди писателей у Лоренцо установились особенно тесные отношения с гуманистом Алессандро Браччези, историком Бартоломео Скала, поэтом Михаилом Маруллом; последний посвятил ему сборник «Гимны и эпиграммы», изданный в 1497 году.

### Поздние годы
Во время фактического правления Савонаролы Лоренцо Пополано покинул город и жил на вилле Треббьо до смерти проповедника. Он вернулся во Флоренцию в мае 1498 года. В сентябре того же года умер его младший брат Джованни, смерть которого послужила началом длительного спора между Лоренцо и Катериной Сфорца, вдовой Джованни, за опеку над несовершеннолетним Людовико, который родился незадолго до смерти отца, и после смерти последнего был переименован в Джованни; в историю он вошёл под именем Джованни Чёрные Полосы. Родители Джованни обвенчались тайно, и даже после смерти отца, мать некоторое время не желала заявлять о своём вдовстве. Лоренцо Пополано, наоборот, настаивал на публичности. В 1499 году он принял племянника во Флоренции. Лоренцо пытался защитить владения вдовы брата в Романье, на которые претендовал Чезаре Борджиа. В июле 1501 года он предоставил ей убежище в республике. Однако вскоре между ними возник конфликт из-за владения виллой Кастелло, на которую предъявила права вдова его брата. В ответ на обвинения в присвоении наследства племянника, Лоренцо отобрал ребёнка у матери и поместил в монастырь Святого Викентия Анналены, где маленький Джованни находился до смерти своего дяди.
После захвата Фаэнцы армией под командованием Чезаре Борджиа, Флоренция решила поставить во главе республики одного человека. Должность предложили Лоренцо Пополано, но он отказался, покинул город и был направлен посланником к королю Людовику XII. Вернувшись во Флоренцию в июле 1502 года, сопровождал эмиссара французского короля к Чезаре Борджиа. В сентябре того же года он был снова направлен посланником в Париж, но отказалисся от предложенной чести. В ноябре 1502 года отказался от участия в торжествах по поводу избрания нового бессменного гонфалоньера Флоренции, за что подвергся опале. Ранее на него уже падали подозрения в симпатиях к Чезаре Борджиа. Лоренцо Пополано умер во Флоренции 20 мая 1503 года.